# Körförbud
Körförbud innebär generellt att ett motorfordon inte får framföras på allmän väg. Ett motorfordon beläggs med körförbud om:
- Fordonet vid en kontrollbesiktning eller vid en poliskontroll (kallas ibland "flygande besiktning") är i så dåligt skick att det är en fara för trafiksäkerheten. Det måste då bärgas från platsen, och körförbudet som då inträder kallas kvalificerat körförbud eller meddelat körförbud. Fordonet får efter reparation endast köras kortast lämpliga väg till en besiktningsstation.
- Fordonet inte besiktas i tid. Det får då automatiskt körförbud. Fordonet får bara köras kortast lämpliga väg till en verkstad för reparation och därefter kortast lämpliga väg till en besiktningsstation. Även kallat inträtt körförbud.
- Fordonsskatten inte betalas i tid.
- Avställt fordon. I regel får inte avställda fordon framföras. Ett undantag finns för färd till eller från besiktning då ägaren själv har ställt av fordonet. Fordonet ska vara trafikförsäkrat.

Förr fanns i en del länder, bland annat Sverige, en regel om att man hade rätt att provköra fordonet innan besiktningen. Denna regel gäller inte längre. Att provköra ett fordon med körförbud kan leda till böter om det är uppenbart att föraren inte är på kortast möjliga väg till en besiktningsstation.

## Spansk flagg
Ibland talas det om att ett fordon har fått "spansk flagg". Detta betyder att en polisman eller besiktningsman har försett fordonet med ett klistermärke i vindrutan som är ett rött diagonalt kors på gul botten samt med texten "Körförbud". Denna dekal används vid kvalificerat körförbud när fordonet anses vara en omedelbar fara för trafiksäkerheten. Dekalen är egentligen inte särskilt lik den spanska flaggan, men har samma färger.